# Gideon Dael von Köth-Wanscheid
Gideon Georg Emil Dael von Köth-Wanscheid (* 8. März 1840 in Mainz; † 29. Oktober 1899 in Darmstadt) war ein hessischer Gutsbesitzer und Politiker (Zentrum) und Abgeordneter der 2. Kammer der Landstände des Großherzogtums Hessen.

## Leben
Gideon Dael von Köth-Wanscheid war der Sohn des Gutsbesitzers Friedrich Ludwig Dael von Köth-Wanscheid (1808–1883) und dessen Ehefrau Emilie, geborene von Faber. Am 25. Februar 1857 erfolgte die Erhebung der Gesamtfamilie in der großherzoglich hessischen Freiherrenstand. 
Dael von Köth-Wanscheid, der römisch-katholischen Glaubens war, war Gutsbesitzer auf Sörgenloch und heiratete am 26. August 1871 in Heppenheim Josepha geborene Freiin Pergler von Perglas (1844–1878), die Tochter des großherzoglich hessischen Generalleutnants Karl Freiherr Pergler von Perglas. Der gemeinsame Sohn Gideon Hugo August Ernst Freiherr Dael von Köth-Wanscheid (1874–1954) wurde Gutsbesitzer und Major der Landwehr, die Tochter Josefa Freifrau von Bodman (1878–1919) heiratete 1905 einen Freiherrn von Bodman.
Dael von Köth-Wanscheid studierte Rechtswissenschaften und wurde 1861 zum Dr. jur. promoviert. Er wurde Landgerichtsassessor und später Syndikus der Raiffeisenschen Darlehnskasse. Er war Präsident des hessischen Bauernvereins.
Von 1893 bis 1899 gehörte er der Zweiten Kammer der Landstände an. Er wurde für den Wahlbezirk Starkenburg 8/Lorsch/Heppenheim gewählt.